# A Guerra dos Pelados
A Guerra dos Pelados é um filme brasileiro de 1971, do gênero drama épico, dirigido por Sylvio Back.

## Sinopse
O filme é baseado no episódio histórico da Guerra do Contestado (1912-1916), quando em 1913, em Santa Catarina, houve um conflito envolvendo cessão de terras a uma estrada de ferro estrangeira. Os expropriados foram chamados de "pelados", pois rasparam a cabeça e se entricheiraram num reduto messiânico, lembrando Canudos.
Filmado em Caçador (Santa Catarina), o roteiro chegou a detalhes na guerra corpo a corpo e na estratégia militar.
Encerra-se depois que os pelados sofreram duro golpe em Taquaruçu, onde 700 soldados da República os fazem recuar e fugir para Caraguatá. As cenas finais são dos sobreviventes, a cavalo e a pé, rumando para Caraguatá, já sob liderança de resistência de Adeodato e sob liderança espiritual de Ana, a jovem com 15 anos de idade.

## Elenco[1]
- Átila Iório ...Adeodato
- Jofre Soares ...Pai Velho
- Stênio Garcia ...Nenê
- Dorothée-Marie Bouvier ...Ana
- Emmanuel Cavalcanti ...Juca
- Maurício Távora ...Capitão
- Otávio Augusto...Ricarte
- Zózimo Bulbul ...Vitorino
- Jorge Karam
- Lala Schneider
- John Herbert